# Guillaume Lemiel
 (décembre 2015).
Guillaume Lemiel est un styliste français né le 2 décembre 1979.
Il est diplômé de l’école parisienne des arts appliqués DUPERRE.
Il a travaillé chez Balenciaga Homme.
Il travaille chez DE FURSAC et reprend la création des collections ainsi que l’ensemble de l’identité visuelle de la marque pour la saison Automne Hiver 2009/2010.